# Hyperdéterminant
En algèbre, l'hyperdéterminant est une généralisation du déterminant. Alors qu'un déterminant est une fonction scalaire définie sur une matrice carrée n × n, un hyperdéterminant est défini sur un tableau multidimensionnel de nombres ou tenseur. Comme un déterminant, l'hyperdéterminant est un polynôme homogène à coefficients entiers dans les composantes du tenseur. De nombreuses autres propriétés des déterminants se généralisent d'une certaine manière aux hyperdéterminants, mais contrairement à un déterminant, l'hyperdéterminant n'a pas d'interprétation géométrique simple en termes de volumes.
Il existe au moins trois définitions de l'hyperdéterminant. Le premier a été découvert par Arthur Cayley en 1843 présenté à la Cambridge Philosophical Society. Il est en deux parties et le premier hyperdéterminant de Cayley est couvert dans la deuxième partie. Il est généralement noté det0. Le deuxième hyperdéterminant de Cayley est né en 1845  et est souvent noté Det. Cette définition est un discriminant pour un point singulier sur une forme multilinéaire.
Le premier hyperdéterminant de Cayley n'est défini que pour les hypercubes ayant un nombre pair de dimensions (bien que des variations existent dans les dimensions impaires). Le deuxième hyperdéterminant de Cayley est défini pour une gamme restreinte de formats d'hypermatrices (y compris les hypercubes de toutes dimensions). Le troisième hyperdéterminant, défini le plus récemment par Glynn, n'apparaît que pour les champs de caractéristique première p. Il est noté detp et agit sur tous les hypercubes d'un tel champ.
Seuls les premier et troisième hyperdéterminants sont « multiplicatifs », à l'exception du deuxième hyperdéterminant dans le cas des formats « frontières ». Les premier et troisième hyperdéterminants ont également des formules fermées sous forme de polynômes et donc leurs degrés sont connus, alors que le second ne semble pas avoir de formule fermée ou de degré dans tous les cas connus.
La notation des déterminants peut être étendue aux hyperdéterminants sans changement ni ambiguïté. Par conséquent, l'hyperdéterminant d'une hypermatrice A peut être écrit en utilisant la notation entre barres verticales |A| ou det(A).
Un manuel moderne standard sur le deuxième hyperdéterminant de Cayley Det (ainsi que de nombreux autres résultats) est ''Discriminants, Resultants and Multidimensional Determinants'' de Gelfand, Kapranov et ZelevinskyGelfand, Kapranov et Zelevinsky 1994. Leur notation et leur terminologie sont suivies dans la section suivante.

## Deuxième hyperdéterminant de Cayley
Dans le cas particulier d'une hypermatrice 2 × 2 × 2, l'hyperdéterminant est connu sous le nom d'hyperdéterminant de Cayley d'après le mathématicien britannique Arthur Cayley qui l'a découvert. L'expression quartique de l'hyperdéterminant de Cayley de l'hypermatrice A avec les composantes aijk, i, j, k ∊ {0, 1} est donnée par
{\displaystyle {\begin{aligned}\mathrm {Det} (A)&=a_{000}^{2}a_{111}^{2}+a_{001}^{2}a_{110}^{2}+a_{010}^{2}a_{101}^{2}+a_{100}^{2}a_{011}^{2}\\&\quad -2a_{000}a_{001}a_{110}a_{111}-2a_{000}a_{010}a_{101}a_{111}-2a_{000}a_{011}a_{100}a_{111}\\&\quad -2a_{001}a_{010}a_{101}a_{110}-2a_{001}a_{011}a_{110}a_{100}-2a_{010}a_{011}a_{101}a_{100}\\&\quad +4a_{000}a_{011}a_{101}a_{110}+4a_{001}a_{010}a_{100}a_{111}.\end{aligned}}}
Cette expression agit comme un discriminant en ce sens qu'elle est nulle si et seulement s'il existe une solution non nulle à six inconnues xi, yi, zi, (avec i = 0 ou 1 en exposant) du système d'équations suivant :
{\displaystyle {\begin{matrix}a_{000}x^{0}y^{0}&+a_{010}x^{0}y^{1}&+a_{100}x^{1}y^{0}&+a_{110}x^{1}y^{1}&=0\\a_{001}x^{0}y^{0}&+a_{011}x^{0}y^{1}&+a_{101}x^{1}y^{0}&+a_{111}x^{1}y^{1}&=0\\a_{000}x^{0}z^{0}&+a_{001}x^{0}z^{1}&+a_{100}x^{1}z^{0}&+a_{101}x^{1}z^{1}&=0\\a_{010}x^{0}z^{0}&+a_{011}x^{0}z^{1}&+a_{110}x^{1}z^{0}&+a_{111}x^{1}z^{1}&=0\\a_{000}y^{0}z^{0}&+a_{001}y^{0}z^{1}&+a_{010}y^{1}z^{0}&+a_{011}y^{1}z^{1}&=0\\a_{100}y^{0}z^{0}&+a_{101}y^{0}z^{1}&+a_{110}y^{1}z^{0}&+a_{111}y^{1}z^{1}&=0.\end{matrix}}}
L'hyperdéterminant peut être écrit sous une forme plus compacte en utilisant la convention d'Einstein pour la sommation sur les indices et le symbole de Levi-Civita qui est une densité de tenseur alternée avec des composantes εij spécifiées par ε00 = ε11 = 0, ε01 = −ε10 = 1 :
{\displaystyle b_{kn}={\frac {1}{2}}\varepsilon ^{il}\varepsilon ^{jm}a_{ijk}a_{lmn}}
{\displaystyle \mathrm {Det} (A)={\frac {1}{2}}\varepsilon ^{il}\varepsilon ^{jm}b_{ij}b_{lm}}.
En utilisant les mêmes conventions, on peut définir une forme multilinéaire
{\displaystyle f(x,y,z)=a_{ijk}x^{i}y^{j}z^{k}.}
Alors l'hyperdéterminant est nul si et seulement s'il existe un point non trivial où toutes les dérivées partielles de f s'annulent.

### En tant qu'expression tenseur
Le déterminant ci-dessus peut être écrit en termes de généralisation du symbole de Levi-Civita :
{\displaystyle \mathrm {Det} (A)=f^{ijkl}f^{nmop}f^{qrst}a_{inq}a_{jmr}a_{kos}a_{lpt}}
où f est une généralisation du symbole de Levi-Civita qui permet à deux indices d'être identiques :
{\displaystyle f^{0011}=f^{1100}=f^{0110}=f^{1001}=-1/2}
{\displaystyle f^{0101}=f^{1010}=1}
où les f satisfont :
{\displaystyle f^{...abc...}+f^{...bca...}+f^{...cab...}+f^{...cba...}+f^{...acb...}+f^{...bac...}=0.}

### En tant que discriminant
Pour les hypermatrices symétriques 2 × 2 × 2 × ⋯, l'hyperdéterminant est le discriminant d'un polynôme. Par exemple,
{\displaystyle a_{000}=a}
{\displaystyle a_{001}=a_{010}=a_{100}=b}
{\displaystyle a_{110}=a_{101}=a_{011}=c}
{\displaystyle a_{111}=d}
Alors Det(A) est le discriminant de ax3 + 3bx2 + 3cx + d.

## Autres hyperdéterminants généraux liés au déterminant de Cayley

### Définitions
Dans le cas général, un hyperdéterminant est défini comme un discriminant pour une application multilinéaire f des espaces vectoriels de dimension finie Vi à leur champ sous-jacent K qui peut être {\displaystyle \mathbb {R} } ou {\displaystyle \mathbb {C} } .
{\displaystyle f:V_{1}\otimes V_{2}\otimes \cdots \otimes V_{r}\to K}
f peut être identifié avec un tenseur dans le produit tensoriel de chaque espace dual V*
i
{\displaystyle f\in V_{1}^{*}\otimes V_{2}^{*}\otimes \cdots \otimes V_{r}^{*}}
Par définition un hyperdéterminant Det ( f ) est un polynôme en composantes du tenseur f qui est nul si et seulement si l'application f admet un point non trivial où toutes les dérivées partielles par rapport aux composantes de ses arguments vectoriels s'annulent (un point non trivial signifie qu'aucun des arguments du vecteur n'est nul).
Les espaces vectoriels Vi n'ont pas besoin d'avoir les mêmes dimensions et l'hyperdéterminant est dit de format (k1, ..., kr) ki > 0, si la dimension de chaque espace V i est ki + 1. On peut montrer que l'hyperdéterminant existe pour un format donné et est unique à un facteur scalaire près, si et seulement si le plus grand nombre du format est inférieur ou égal à la somme des autres nombres du format.
Cette définition ne fournit pas un moyen de construire l'hyperdéterminant et en général c'est une tâche difficile. Pour les hyperdéterminants avec des formats où r ≥ 4, le nombre de termes est généralement trop grand pour écrire l'hyperdéterminant en entier. Pour un r plus grand, même le degré du polynôme augmente rapidement et n'a pas de formule générale pratique.

### Exemples
Le cas des formats avec r = 1 concerne des vecteurs de longueur k1 + 1. Dans ce cas, la somme des autres nombres de format est zéro et k 1 est toujours supérieur à zéro donc aucun hyperdéterminant n'existe.
Le cas de r = 2 traite des matrices (k1 + 1) × (k2 + 1) . Chaque numéro de format doit être supérieur ou égal à l'autre, donc seules les matrices carrées S ont des hyperdéterminants et elles peuvent être identifiées avec le déterminant det( S ). L'application de la définition de l'hyperdéterminant comme discriminant à ce cas nécessite que det( S ) soit nul lorsqu'il existe des vecteurs X et Y tels que les équations matricielles SX = 0 et YS = 0 ont des solutions pour X et Y non nuls.
Pour r > 2, il existe des hyperdéterminants avec différents formats satisfaisant l'inégalité de format. Par exemple, l'hyperdéterminant 2 × 2 × 2 de Cayley a le format (1, 1, 1) et un hyperdéterminant 2 × 2 × 3 de format (1, 1, 2) existe également. Cependant un hyperdéterminant 2 × 2 × 4 aurait le format (1, 1, 3) mais 3 > 1 + 1 donc il n'existe pas.

### Degré
L'hyperdéterminant étant homogène dans ses variables, il a un degré bien défini qui est fonction du format et s'écrit N(k1, ..., kr). Dans des cas particuliers, nous pouvons écrire une expression pour le degré. Par exemple, un hyperdéterminant est dit de format frontière lorsque le plus grand nombre de format est la somme des autres et dans ce cas on a 
{\displaystyle N(k_{2}+\cdots +k_{r},k_{2},\ldots ,k_{r})={\frac {(k_{2}+\cdots +k_{r}+1)!}{k_{2}!\cdots k_{r}!}}.}
Pour les hyperdéterminants de dimensions 2r, une formule génératrice commode pour les degrés Nr est
{\displaystyle \sum _{r=0}^{\infty }N_{r}{\frac {z^{r}}{r!}}={\frac {\mathrm {e} ^{-2z}}{(1-z)^{2}}}.}
En particulier pour r = 2, 3, 4, 5, 6 le degré vaut respectivement 2, 4, 24, 128, 880 puis croît très rapidement.
Trois autres formules spéciales pour calculer le degré d'hyperdéterminants sont données dans 
- pour 2 × m × m on utilise N (1, m − 1, m − 1) = 2 m(m − 1)
- pour 3 × m × m on utilise N (2, m − 1, m − 1) = 3 m(m − 1)2
- pour 4 × m × m on utilise N (3, m − 1, m − 1) = (2/3) m(m − 1)(m − 2)(5m − 3)

Un résultat général qui découle de la règle du produit des hyperdéterminants et des propriétés d'invariance énumérées ci-dessous est que le plus petit commun multiple des dimensions des espaces vectoriels sur lesquels agit l'application linéaire divise le degré de l'hyperdéterminant, c'est-à-dire
{\displaystyle \mathrm {ppcm} (k_{1}+1,\ldots ,k_{r}+1)|N(k_{1},\ldots ,k_{r}).}

## Propriétés des hyperdéterminants
Les hyperdéterminants généralisent de nombreuses propriétés des déterminants. La propriété d'être un discriminant est l'une d'entre elles et elle est utilisée dans la définition ci-dessus.

### Propriétés multiplicatives
L'une des propriétés les plus connues des déterminants est la règle de multiplication, parfois connue sous le nom de formule de Binet-Cauchy. Pour les matrices carrées A et B de taille n × n, la règle dit que
{\displaystyle \mathrm {det} (AB)=\mathrm {det} (A)\mathrm {det} (B)}
C'est l'une des règles les plus difficiles à généraliser des déterminants aux hyperdéterminants car les généralisations de produits d'hypermatrices peuvent donner des hypermatrices de tailles différentes. Le domaine complet des cas dans lesquels la règle du produit peut être généralisée est encore un sujet de recherche. Cependant, il existe quelques exemples de base qui peuvent être indiqués.
Étant donné une forme multilinéaire f ( x 1, ..., x r ) on peut appliquer une transformation linéaire sur le dernier argument en utilisant une matrice n × n B, y r = B x r . Cela génère une nouvelle forme multilinéaire de même format,
{\displaystyle g(\mathbf {x} _{1},\ldots ,\mathbf {x} _{r})=f(\mathbf {x} _{1},\ldots ,\mathbf {y} _{r})}
En terme d'hypermatrices, cela définit un produit qui peut s'écrire g = f • B
Il est alors possible d'utiliser la définition de l'hyperdéterminant pour montrer que
{\displaystyle \mathrm {det} (f\cdot B)=\mathrm {det} (f)\mathrm {det} (B)^{N/n}}
où n est le degré de l'hyperdéterminant. Cela généralise la règle du produit pour les matrices.
D'autres généralisations de la règle du produit ont été démontrées pour des produits appropriés d'hypermatrices de format limiteDionisi et Ottaviani 2001.
Le premier hyperdéterminant de Cayley det0 est multiplicatif dans le sens suivant. Soient A une hypermatrice n × ... × n de dimension r avec des éléments a i, ..., k, B une hypermatrice n × ... × n de dimension s avec des éléments b ..., et C une hypermatrice ( r + s − 2) dimensionnelle n × ... × n avec des éléments c ... tels que (en utilisant la notation d'Einstein )
{\displaystyle c_{i,\ldots ,j,l,\ldots ,m}=a_{i,\ldots ,j}^{k}b_{k,l,\ldots ,m}}
alors
{\displaystyle \mathrm {det} _{0}(C)=\mathrm {det} _{0}(A)\mathrm {det} _{0}(B)}
det 0 (C) = det 0 (A) det 0 (B).

### Propriétés d'invariance
Un déterminant n'est généralement pas considéré en termes de propriétés comme un invariant algébrique, mais lorsque les déterminants sont généralisés aux hyperdéterminants, l'invariance est plus notable. En utilisant la règle de multiplication ci-dessus sur l'hyperdéterminant d'une hypermatrice H fois une matrice S avec un déterminant égal à un donne
{\displaystyle \mathrm {det} (H\cdot S)=\mathrm {det} (H)}
En d'autres termes, l'hyperdéterminant est un invariant algébrique sous l'action du groupe linéaire spécial SL(n) sur l'hypermatrice. La transformation peut également être appliquée à n'importe lequel des espaces vectoriels sur lesquels agit la carte multilinéaire pour donner une autre invariance distincte. Cela conduit au résultat général,
L'hyperdéterminant du format {\displaystyle (k_{1},\ldots ,k_{r})} est un invariant sous une action du groupe {\displaystyle \mathrm {SL} (k_{1}+1)\otimes \cdots \otimes \mathrm {SL} (k_{r}+1)}
Par exemple, le déterminant d'une matrice n × n est un invariant SL(n)2 et l'hyperdéterminant de Cayley pour une hypermatrice 2 × 2 × 2 est un invariant SL(2)3 .
Une propriété plus familière d'un déterminant est que si on ajoute un multiple d'une ligne (ou d'une colonne) à une autre ligne (ou colonne) d'une matrice carrée, son déterminant reste inchangé. Il s'agit d'un cas particulier de son invariance dans le cas où la matrice de transformation linéaire spéciale est une matrice identité plus une matrice avec un seul élément hors diagonale non nul. Cette propriété se généralise immédiatement aux hyperdéterminants impliquant une invariance lorsqu'on ajoute un multiple d'une tranche d'une hypermatrice à une autre tranche parallèle.
Un hyperdéterminant n'est pas le seul invariant algébrique polynomial pour le groupe agissant sur l'hypermatrice. Par exemple, d'autres invariants algébriques peuvent être formés en ajoutant et en multipliant des hyperdéterminants. En général, les invariants forment une algèbre en anneau et il résulte du théorème de base de Hilbert que l'anneau est de type fini. Autrement dit, pour un format d'hypermatrice donné, tous les invariants algébriques polynomiaux à coefficients entiers peuvent être formés par addition, soustraction et multiplication à partir d'un nombre fini d'entre eux. Dans le cas d'une hypermatrice 2 × 2 × 2, tous ces invariants peuvent être générés de cette manière à partir du deuxième hyperdéterminant de Cayley seul, mais ce n'est pas un résultat typique pour d'autres formats. Par exemple, le deuxième hyperdéterminant pour une hypermatrice de format 2 × 2 × 2 × 2 est un invariant algébrique de degré 24 mais tous les invariants peuvent être générés à partir d'un ensemble de quatre invariants plus simples de degré 6 et moins.

## Historique et applications
Le deuxième hyperdéterminant a été inventé et nommé par Arthur Cayley en 1845, qui a pu écrire l'expression du format 2 × 2 × 2, mais Cayley a continué à utiliser le terme pour tout invariant algébrique et a ensuite abandonné le concept en faveur de une théorie générale des formes polynomiales qu'il appela "quantiques". Pendant les 140 années suivantes, il y a eu peu de développements sur le sujet et les hyperdéterminants ont été largement oubliés jusqu'à ce qu'ils soient redécouverts par Gel'fand, Kapranov et Zelevinsky dans les années 1980 comme une application de leurs travaux sur les fonctions hypergéométriques généralisées. Cela les a amenés à écrire leur ouvrage dans lequel l'hyperdéterminant est réintroduit en tant que discriminant. En effet, le premier hyperdéterminant de Cayley est plus fondamental que son second, puisqu'il s'agit d'une simple généralisation du déterminant ordinaire, et a trouvé des applications récentes dans la conjecture d'Alon-Tarsi ,.
Depuis, l'hyperdéterminant a trouvé des applications dans un large éventail de disciplines, notamment la géométrie algébrique, la théorie des nombres, l'informatique quantique et la théorie des cordes.
En géométrie algébrique, le deuxième hyperdéterminant est étudié comme un cas particulier d'un X-discriminant. Un résultat principal est qu'il existe une correspondance entre les sommets du polytope de Newton pour les hyperdéterminants et la "triangulation" d'un cube en simplexes.
En informatique quantique, les invariants sur les hypermatrices de format 2N sont utilisés pour étudier l'intrication de N qubits.
Dans la théorie des cordes, l'hyperdéterminant est apparu pour la première fois en relation avec les dualités des cordes et l'entropie des trous noirs .